# 뉴욕 미니트
《뉴욕 미니트》(New York Minute)는 미국에서 제작된 데니 고돈 감독의 2004년 가족, 액션, 모험, 코미디 영화이다. 애슐리 올슨 등이 주연으로 출연하였고 데니스 디 노비 등이 제작에 참여하였다. 2004년 5월 7일 개봉되었다. 1995년 애들이 똑같아요 이후로 올슨 쌍둥이의 두 번째 극장 영화이다. 이 영화는 비평가들로부터 전반적으로 부정적인 평가를 받았으며 박스오피스 봄이 되었다. 이러한 까닭에 이 영화가 올슨 쌍둥이에게는 마지막 영화가 되었다. 듀얼스타 엔터테인먼트가 활동 중단에 들어가기 전 마지막으로 개봉한 영화이기도 하다.

## 출연

### 주연
- 애슐리 올슨
- 메리 케이트 올슨
- 유진 레비

### 조연
- 앤디 리치터
- 라일리 스미스
- 제러드 파달렉키
- 드류 핀스키
- 대럴 하몬드
- 안드리아 마틴
- 앨런나 옹
- 매리 본드 데이비스

## 기타
- 공동제작: 크리스틴 A. 사카니
- 미술: 마이클 칼린
- 배역: 마시 리로프